# Asamankese
Asamankese è un centro abitato del Ghana, situato nella Regione Orientale.